# Complejo Deportivo Teniente Origone
El Complejo Deportivo Teniente Origone Justiniano Posse es una institución deportiva de la ciudad de Justiniano Posse, departamento Unión, provincia de Córdoba. Se fundó el 25 de mayo de 1973 con el nombre de Complejo Deportivo Teniente Origone Juventud Unida producto de la fusión del Club Atlético Teniente Origone y el Club Deportivo y Social Juventud Unida. En el año 2001 se produce la salida de Juventud Unida, quedando en el año 2003 la denominación definitiva del club como Complejo Deportivo Teniente Origone Justiniano Posse.

El objetivo principal del club desde su fundación ha sido el de encauzar a niños y jóvenes hacia el deporte y la agrupación de la familia.
En la actualidad el club cuenta con 1700 socios.

## Disciplinas
| Disciplinas | Disciplinas        | Disciplinas       | Disciplinas | Disciplinas | Disciplinas |
| Fútbol      | Fútbol femenino    | Baloncesto        |             |             |             |
| Padel       | Voleibol           | Hockey            |             |             |             |
| Tenis       | Gimnasia artística | Natación          |             |             |             |
| Patín       | 5 Quillas          | Newcom            |             |             |             |
| Gimnasio    | Bochas             | Escuela de verano |             |             |             |
| ----------- | ------------------ | ----------------- | ----------- | ----------- | ----------- |

## Palmarés
- Liga Bellvillense de Fútbol, 9 títulos: 1983, 1993, 1994, 1995, 1996, 1998, 2002, 2005, 2009[5]
- Liga Regional de Fútbol Adrián Beccar Varela, 1 título: 1986
- Provincial, 1 título: 1995
- Torneo del Interior, 1 título: 2010[6]
- Liga Cordobesa de Básquet, 1 título:  2014
- Liga Sudeste Cba de Voley, 1 título: 2018

## Semillero
- Martín Demichelis (Futbolista)[7]
- Martín Pautasso (Futbolista)
- Diego Menghi (Futbolista)
- Luciano Theiler (Futbolista)
- Lucas Nardi (Futbolista)[8]
- Lucas Acevedo (Futbolista)
- Juan Pablo Rosatti (Nadador Paralímpico)[9]